# Portal Occidental dels Andes
El Portal Occidental dels Andes fou una barrera natural situada a l'oest de Sud-amèrica durant gran part del Cenozoic, des de l'Eocè fins al Miocè mitjà. Juntament amb el llac Pebas, els científics creuen que és un dels factors que expliquen la gran biodiversitat del continent. Hauria facilitat la separació de llinatges andins entre el nord i el centre de la serralada. La formació de la Cordillera Oriental durant el Miocè mitjà hauria destruït aquesta barrera i contribuït a la creació del llac Pebas. La base de proves en la qual es fonamenta l'existència del Portal Occidental dels Andes consisteix en fòssils d'organismes marins, palinomorfs i paleosediments.